# John Gibbons
John Michael Gibbons (né le 8 juin 1962 à Great Falls, Montana, États-Unis) est un receveur de baseball devenu manager. 
Comme joueur, il évolue en Ligue majeure de baseball de 1984 à 1986. Il devient ensuite le gérant des Blue Jays de Toronto des 2004 à 2008 puis de 2013 à 2018.

## Carrière d'entraîneur
Gibbons dirige les Blue Jays de Toronto de 2004 à 2008.
Après son congédiement par Toronto en 2008, il devient instructeur sur le banc chez les Royals de Kansas City, poste qu'il occupe jusqu'à la fin de la saison 2011.
Il est le gérant des Missions de San Antonio, le club-école Double-A des Padres de San Diego dans la Ligue du Texas en 2012.
Le 20 novembre 2012, Gibbons est de retour comme gérant des Blue Jays de Toronto.
En 2015, Gibbons mène les Blue Jays à un premier titre de la division Est de la Ligue américaine et une première participation aux séries éliminatoires depuis 1993. Les Jays de Gibbons retournent en éliminatoires à l'automne 2016 et pour la deuxième année consécutive atteignent la Série de championnat de la Ligue américaine.
Le 1er avril 2017, son contrat qui devait se terminer à la fin de la saison est prolongé jusqu'à la fin de la campagne de 2019, avec une option pour la saison 2020.

## Bilan de manager
| Équipe | Année  | Saison régulière | Saison régulière | Saison régulière | Saison régulière |  | Séries éliminatoires | Séries éliminatoires | Séries éliminatoires | Séries éliminatoires |
| Équipe | Année  | Vic.             | Déf.             | % Vic.           | Place            |  | Vic.                 | Déf.                 | % Vic.               | Résultats            |
| TOR    | 2004   | 20               | 30               | 0,400            | 5e AL Est        |  | -                    | -                    | -                    |                      |
| TOR    | 2005   | 80               | 82               | 0,493            | 3e AL Est        |  | -                    | -                    | -                    |                      |
| TOR    | 2006   | 87               | 75               | 0,537            | 2e AL Est        |  | -                    | -                    | -                    |                      |
| TOR    | 2007   | 83               | 79               | 0,512            | 3e AL Est        |  | -                    | -                    | -                    |                      |
| TOR    | 2008   | 35               | 39               | 0,473            | 5e AL Est        |  | -                    | -                    | -                    |                      |
| Totaux | Totaux | 305              | 305              | 0,500            |                  |  | 0                    | 0                    | 0,000                |                      |